# Polycanthagyna chaoi
Polycanthagyna chaoi là loài chuồn chuồn trong họ Aeshnidae. Loài này được Yang & Li miêu tả khoa học đầu tiên năm 1994.